# 一宮市立中島小学校
一宮市立中島小学校（いちのみやしりつ なかしましょうがっこう）は、愛知県一宮市萩原町にある公立小学校。

## 沿革
- 1907年（明治40年） - 中島尋常小学校が創立。
- 1941年（昭和16年）4月 - 国民学校令により、中島国民学校へ改称
- 1947年（昭和22年）4月 - 学制改革により、萩原町立中島小学校へ改称
- 1955年（昭和30年）4月1日 - 市町村合併（一宮市に合併）により、一宮市立中島小学校へ改称

## 通学区域
- 萩原町河田方（萩原町河田方字三味浦の一部を除く）、萩原町串作字滝浦の一部、萩原町高木（萩原町高木字島田の一部、萩原町高木字十三塚、萩原町高木字東浦の一部を除く）、萩原町中島、萩原町西御堂、萩原町西宮重、萩原町林野、萩原町東宮重[1]。

## 進学先中学校
- 一宮市立萩原中学校

## 交通アクセス
- 名鉄尾西線 萩原駅下車